# Eckart Schmidt

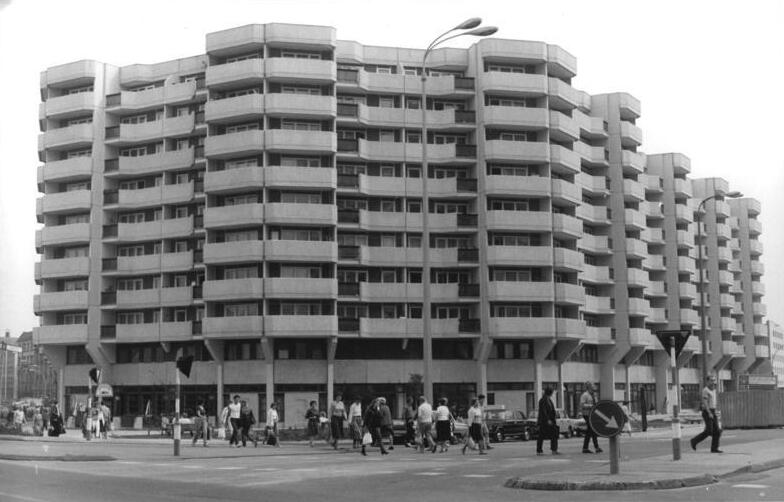
Spitteleck, 1985

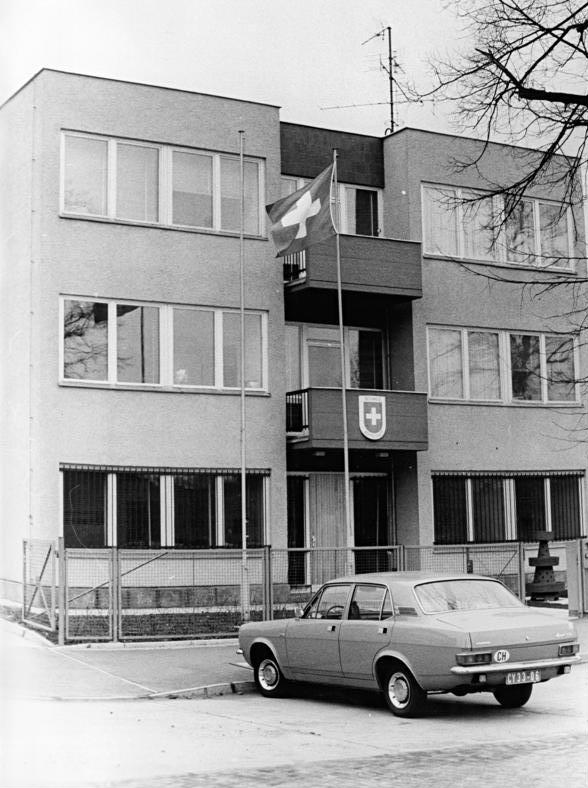
Schweizerische Botschaft in Berlin, Typ Pankow II von Eckart Schmidt in der Esplanade 21, 1973

Eckart Schmidt (* 1936 in Aschersleben) ist ein deutscher Architekt.

## Leben und Werk
Schmidt absolvierte 1955 sein Abitur in Magdeburg. Hiernach studierte er Architektur an der Technischen Universität Dresden und schloss sein Studium 1962 mit Diplom ab. In der Folge arbeitete er von 1962 bis 1963 für Hermann Henselmann. Ab 1963 war er Mitarbeiter des Architektenkollektivs des VEB Berlinprojekt und im VEB WBK Berlin, die unter Leitung von Heinz Graffunder standen. An einer Reihe prominenter Bauvorhaben der DDR war Schmidt beteiligt. Von 1966 bis 1990 leitete er die Entwurfskollektive im VEB WBK Berlin und im VEB BMK Ingenieurhochbau Berlin.
Aufgrund der Erfahrungen, die Schmidt durch den Neubau der Botschaft der DDR in Budapest gesammelt hatte, wurde er beauftragt, einen Botschaftsgebäudetyp zu entwickeln. Für eine Vielzahl von Staaten wurde dieser dreigeschossige, genormte Würfelbau des Gebäudetypus „Pankow“ umgesetzt. Grundsätzlich handelt es sich bei den Bauten um einen standardisierten Gebäudetyp, der für alle betreffenden Nationen vorgesehen war. Dabei war eine Konzentration auf bestimmte Straßen wie die Esplanade an der Grenze zwischen Pankow und Prenzlauer Berg oder Straßen im Pankower Ortsteil Niederschönhausen östlich der Grabbeallee zu verzeichnen. Nach der Wende verließen viele Staaten ihre Botschaftsgebäude im Berliner Stadtbezirk Pankow, einschließlich des Ortsteils Niederschönhausen. Einige wurden von neu entstandenen Staaten übernommen, andere Gebäude werden vom Bund genutzt oder an private Interessenten verkauft.
Auch für die Friedrichstraße wurde Schmidt mit der Ausarbeitung von Entwürfen beauftragt. Die Projekte für das Quartier 202 und das Quartier 109 waren im Stil der postmodernen Architektur gehalten und von der baulichen Gestaltung der Internationalen Bauausstellung 1984 beeinflusst. Das Quartier 109 wurde ab 1985 gebaut. Nach dem Mauerfall wurde die Arbeit nicht mehr fortgeführt. Die bestehenden Gebäudeteile wurden nach 1990 zum Teil abgerissen und durch eine neue Bebauung ersetzt. An dieser Stelle entstand das Quartier 109 – Kontorhaus Mitte nach Plänen von Josef Paul Kleihues und Vittorio Magnago Lampugnani.
Ab 1990 war Eckart Schmidt freischaffend mit seiner Ehefrau Heidi Schmidt tätig. Das Büro erarbeitete Bauleitplanungen und städtebauliche Projekte sowie Planungen zu Neubauten und Rekonstruktionen von Wohngebäuden in Berlin und Umgebung, Schwerin und Lübeck.

## Bauwerke (Auswahl)
- 1965 Appartementhäuser an der Friedrichsgracht in Berlin-Mitte (mit Heinz Graffunder)
- 1965 bis 1967 Botschaftsgebäude der DDR in Budapest (mit Heinz Graffunder)
- 1966 bis 1973 Residenzen für Ausländische Vertretungen in Berlin-Pankow („Typ Pankow“)
- 1968 Entwurf für eine Umbauung des Berliner Fernsehturms
- 1973 Rathauspassagen (mit Heinz Graffunder)
- 1976 Entwurf für ein Hochhaus des chirurgischen Zentrums der Charité
- 1978 Kaufhaus „Exquisit-Boutique“ am Spittelmarkt (2008 abgerissen)
- 1980 bis 1985 Wohn- und Geschäftshaus Spitteleck
- 1984 bis 1986 Wohn- und Geschäftshäuser Friedrichstraße Quartier 202, Entwurf in Zusammenarbeit mit Ulrich Kunc und Jörg Müller
- 1985 bis 1989 Friedrichstraße Quartier 109 (Gebäudeteil an der Friedrichstraße wurde ab 1990 abgetragen)
- 1990 Bauwettbewerb Gerlinger Straße in Berlin-Neukölln
- 1990 Ladenumbauten in Berlin-Mitte
- 1990–1991 Rekonstruktion von Wohngebäuden in Berlin-Prenzlauer Berg
- 1991–1992 Dorfentwicklungsplanungen für die Gemeinde Kagel
- 1991–1994 Flächennutzungsplan, Bebauungsplan, Ortsentwicklungsplanung und Gestaltungssatzung für die Gemeinde Ladeburg bei Bernau bei Berlin
- 1992–1996 Wohnbebauung GAGFAH-Siedlung in Ladeburg. Städtebauliche Planung, Bebauungsplan, Bauüberwachung
- 1991–1996 Zwölf Geschosswohnungen und 25 Einfamilienreihenhäuser in Berlin-Altglienicke, Ruben-Wolf-Straße
- 1995 Wettbewerb Jugendfreizeiteinrichtung Berlin-Hellersdorf
- 1997–1999 Eigenheimsiedlungen in Berlin, Stubenrauchstraße, Benatzkyweg, Welsumer Pfad und Wegedornstraße
- 1997 Erster Preis im Wettbewerb 28 Reihenhäuser in Berlin-Hohenschönhausen, Schweriner Ring, Am Hechtgraben, Realisierung 1999
- 1998–1999 Eigenes Wohnhaus mit Büro in Ladeburg
- 2000 Städtebauliche Studie für 62 Eigenheime in Kleinmachnow bei Berlin
- 2000 Bürogebäude Spreenhagen
- ab 2003 Individuelle Ein- und Mehrfamilienhäuser in Ladeburg, Danewitz, Dallgow-Döberitz und Schwerin
- ab 2003 Städtebauliche Planungen, Genehmigungs- und Ausführungsplanungen für Haustypen der NCC Immobilien GmbH

## Auszeichnungen
- 1986 Architekturpreis der Hauptstadt Berlin für das Spitteleck

Botschaftsbauten in der DDR
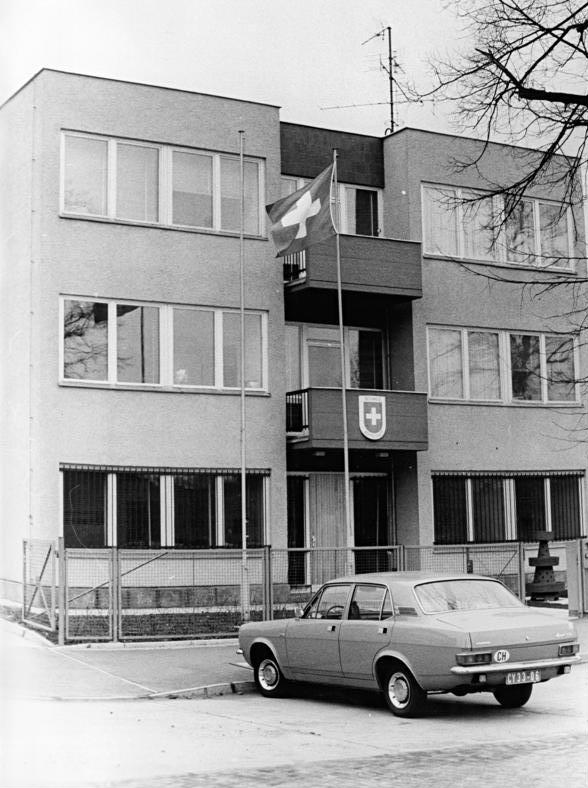
Schweizer Botschaft in der Esplanade 21, 1973
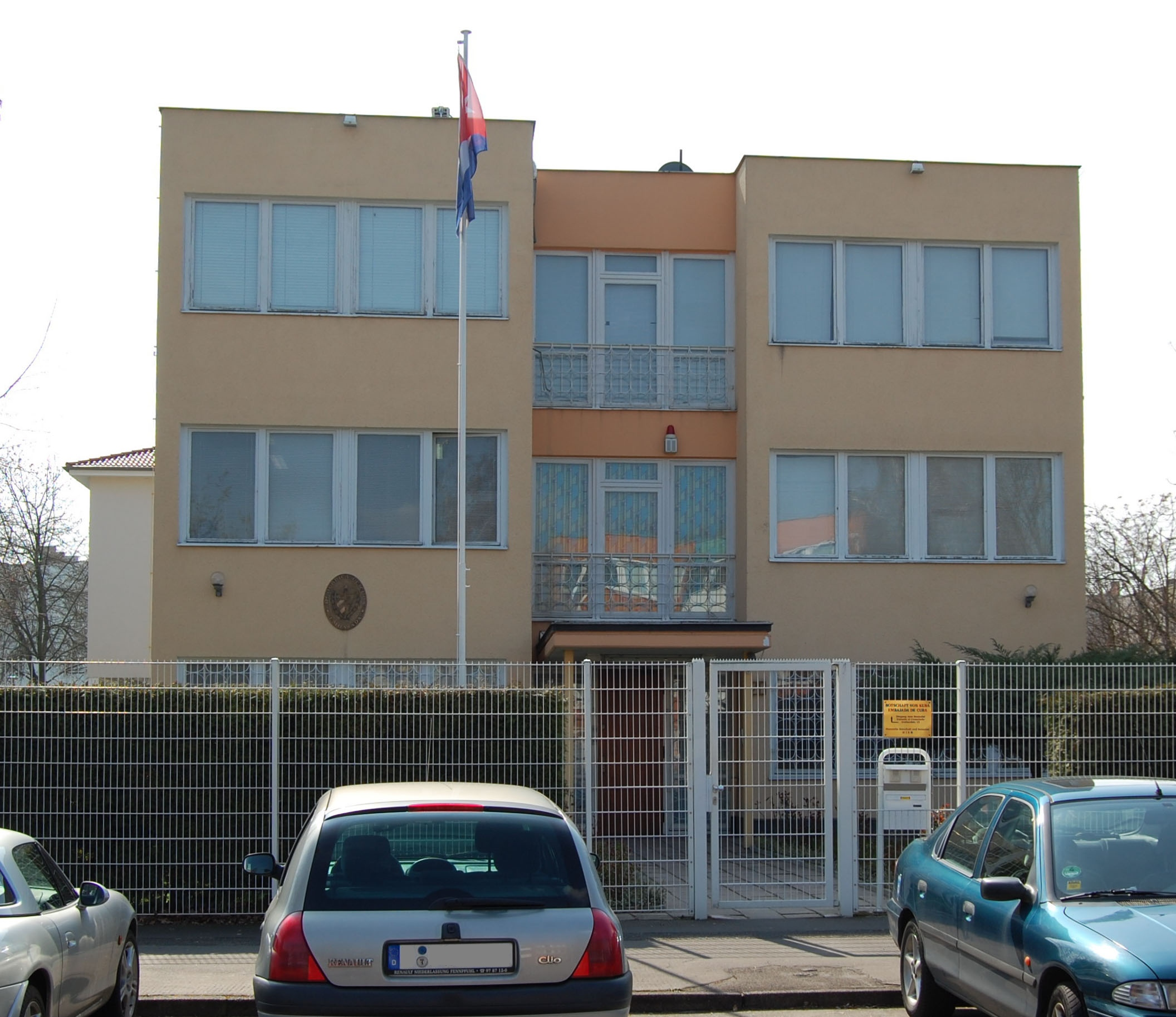
Botschaft der Republik Kuba
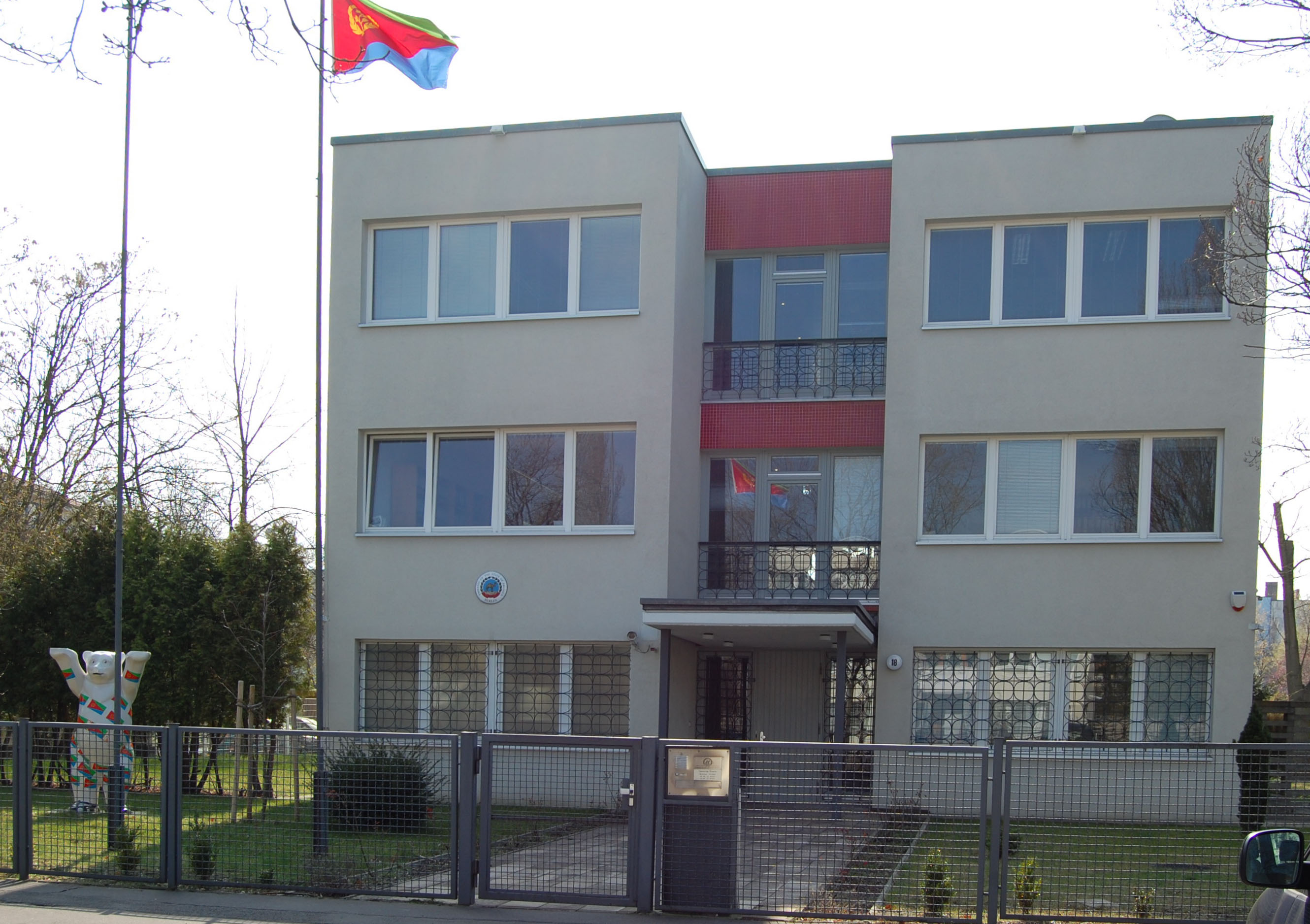
Botschaft von Eritrea
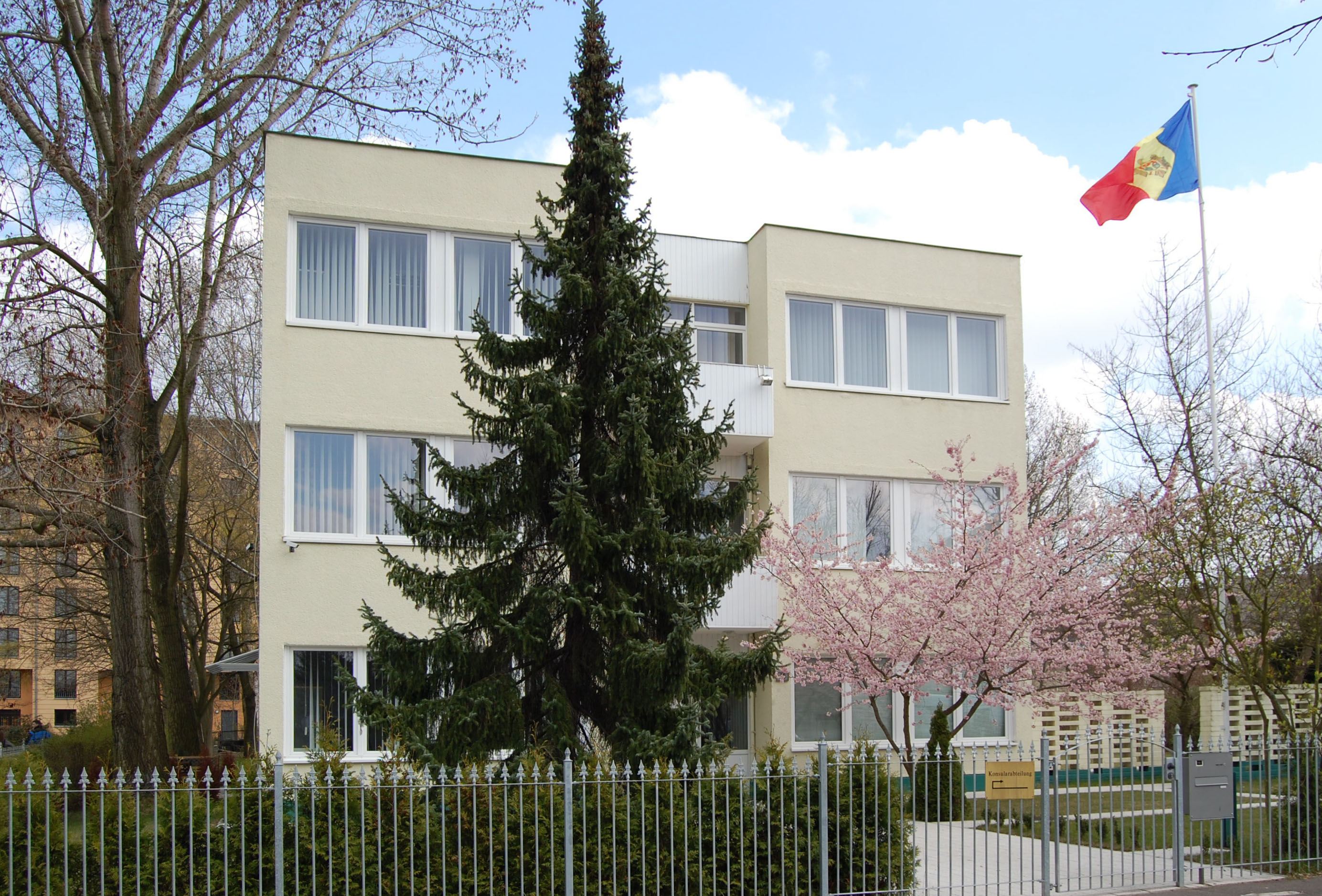
Botschaft der Republik Moldawien
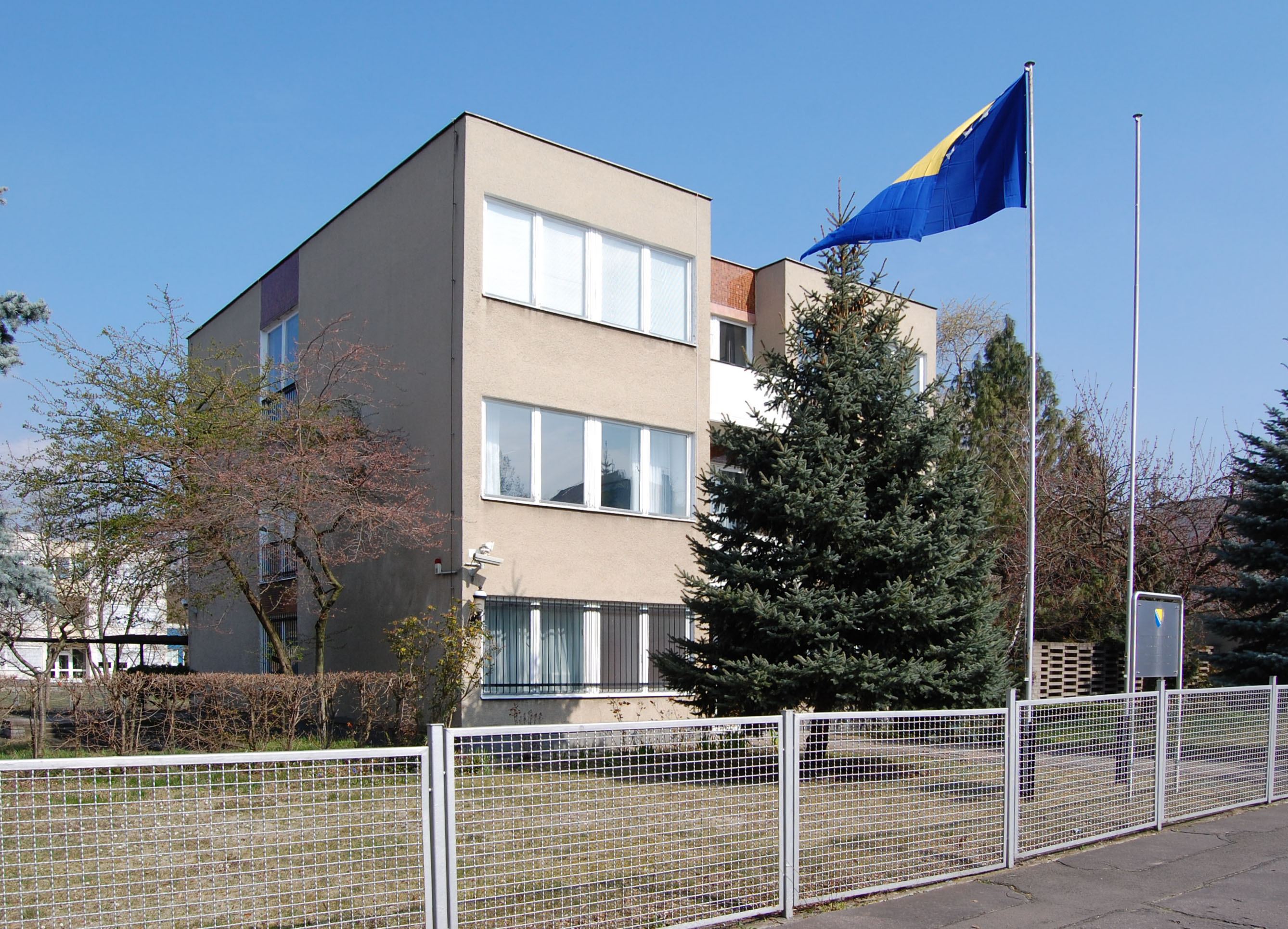
Botschaft von Bosnien-Herzegowina
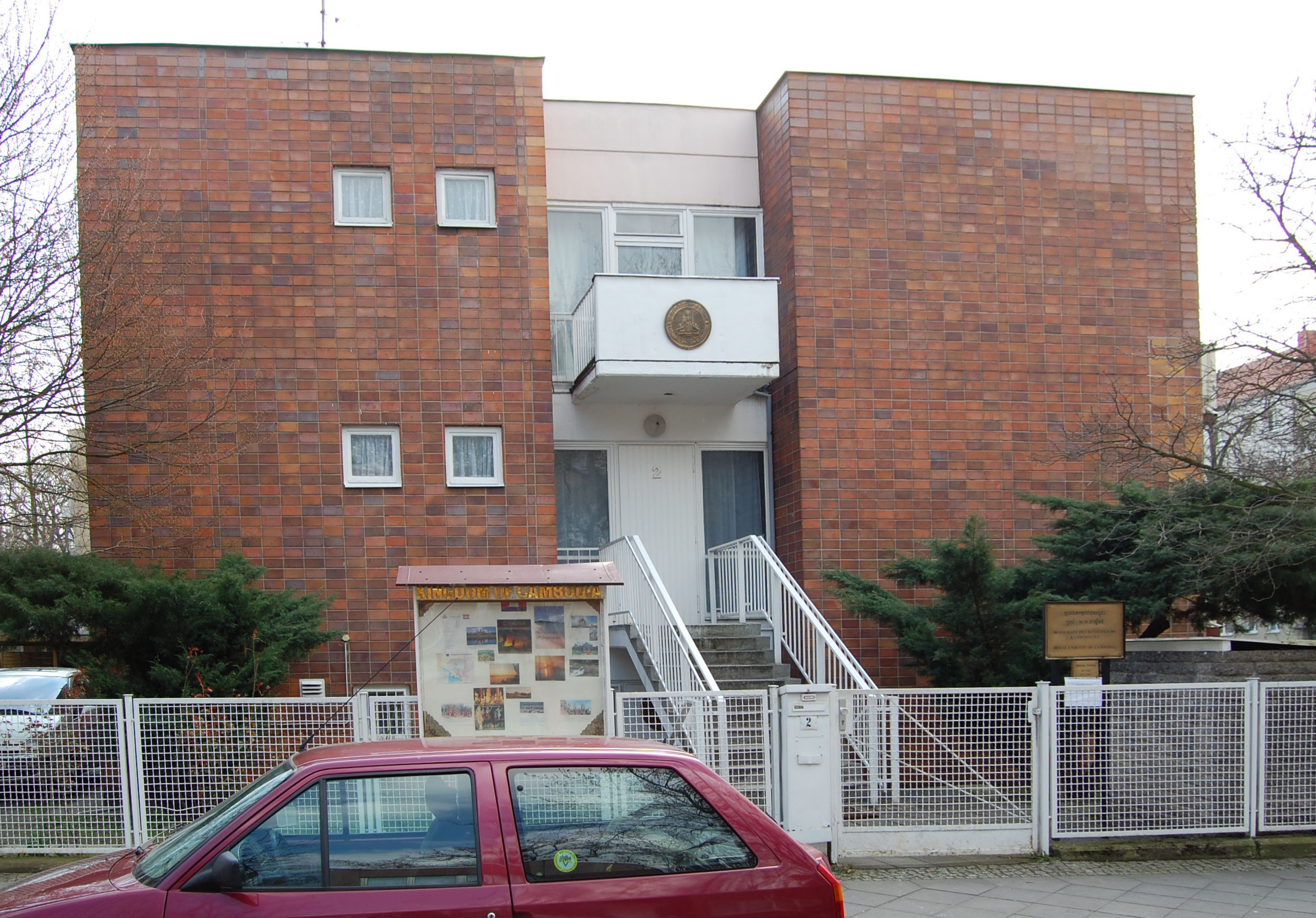
Botschaft des Königreichs Kambodscha
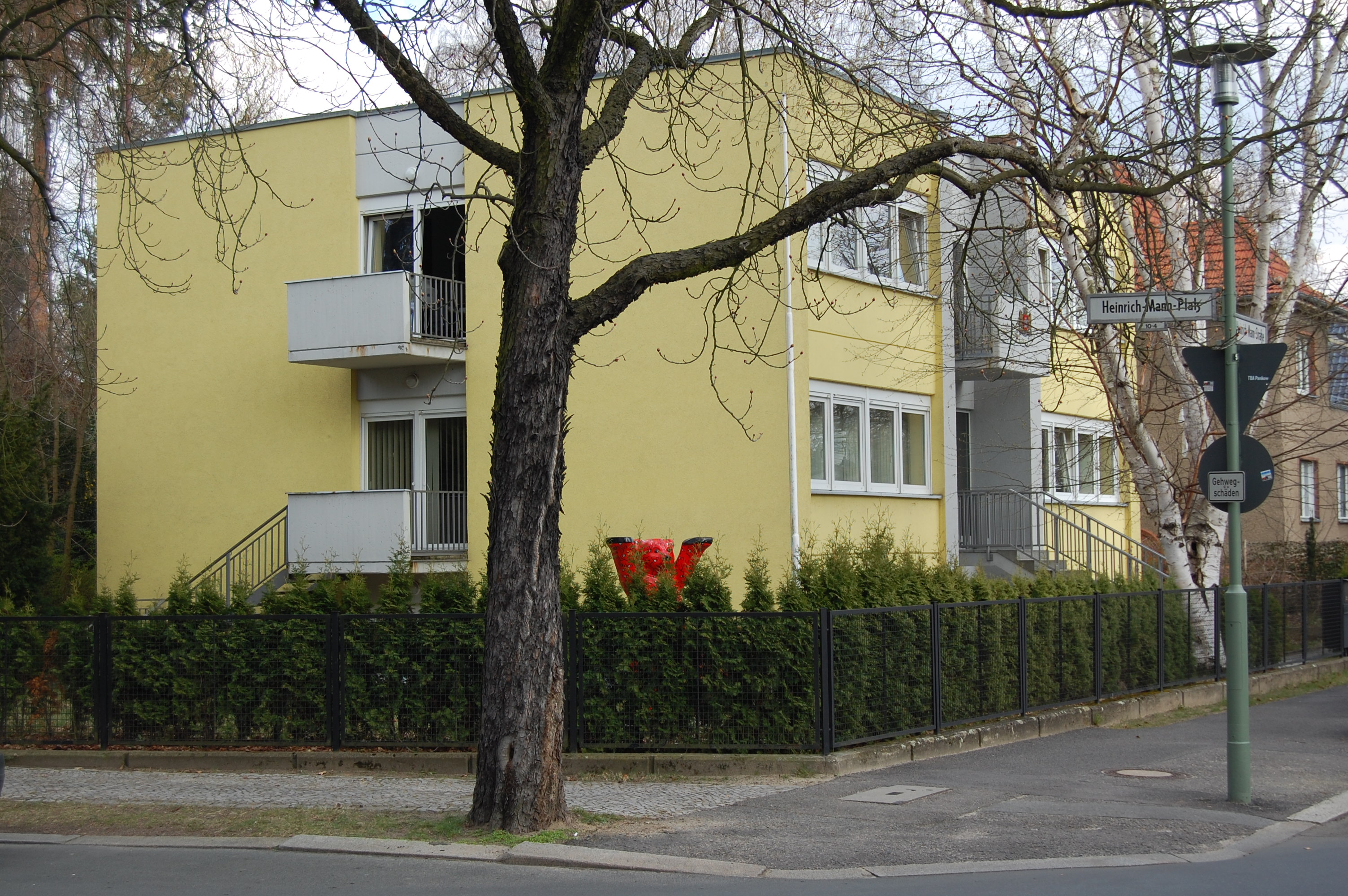
Ehemalige Botschaft von Georgien
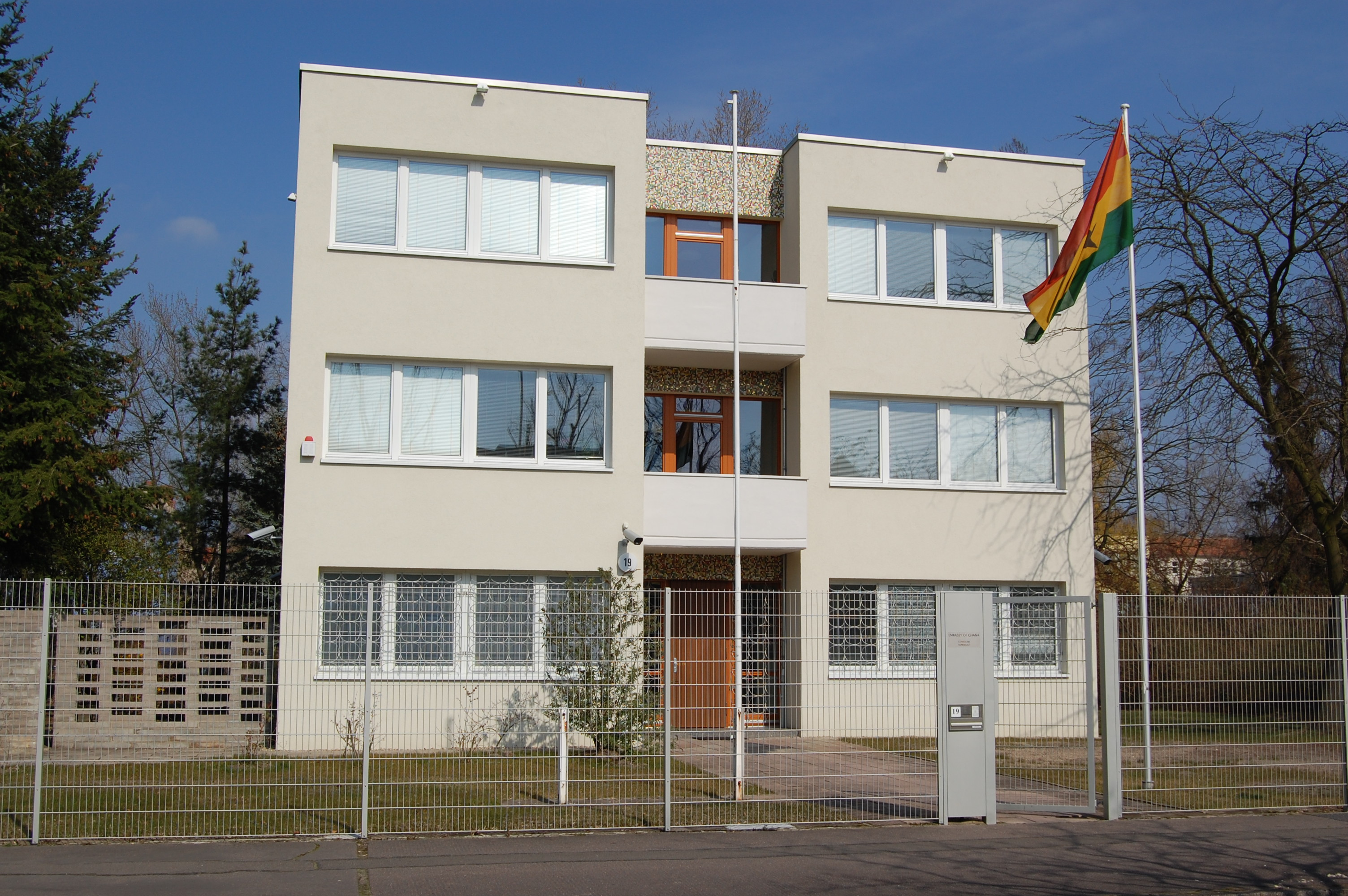
Botschaft von Ghana

## Schriften
- Eckart Schmidt: Wohnungsbau am Spittelmarkt. In: Architektur der DDR, 1/1987